# Francesco Melzi
Francesco Melzi ou Francesco de Melzi (c. 1491 — 1568/1570) foi pintor italiano nascido numa família nobre milanesa na Lombardia. Era pupilo de Leonardo da Vinci.

## Biografia

### Primeiros anos
Francesco nasceu ca.1491. Seu pai, Gerolamo Melzi, era engenheiro do exército de Francisco II Sforza e capitão da milícia em Milão sob Luís XII. Viveu com sua família na Villa Melzi em Vaprio d'Adda, que hoje ainda está sob os duques Melzi de Eril. Cresceu na corte milanesa e foi ali educado, inclusive nas artes. Era razoavelmente talentoso e trabalhou muito duro. Como membro de família proeminente da corte milanesa, teria responsabilidades políticas e sociais à medida que envelhecesse, o que o faria interromper seus estudos em arte, não fosse Leonardo da Vinci. Leonardo voltou a Milão por algum tempo em torno de 1505 e ficou com a família Melzi.  Foi lá que conheceu Francesco pela primeira vez, atraído pela sua boa natureza e beleza. Numa biografia sua, argumenta-se que se sentiu obrigado a permanecer em Milão por mais tempo do que pretendia após se encontrar com o jovem, que é tido na literatura como encantador e gracioso, adolescente sem o constrangimento ou falta de modos típicos dos meninos em torno dessa idade. Ele e outro aluno de Leonardo, Boltraffo, destacavam-se dos outros alunos, pois eram pintores capazes, muito brilhantes e bem instruídos. Por sua educação na alta corte, Francesco foi gentil e digno. Pouco após se conhecerem, começou a estudar e trabalhar na oficina de Leonardo e rapidamente se tornou seu aluno favorito, e o mais dedicado também. Apesar disso, pouco se escreve sobre o aprendiz de pintor, e o que se sabe sobre ele é quase exclusivamente dentro do contexto de Leonardo. De fato, além de Francesco, nenhum dos alunos de Leonardo se tornou um artista respeitado. E embora não seja bem conhecido, é referido como sendo o primeiro responsável por coletar, organizar e preservar as anotações sobre a pintura de Leonardo, e transformá-lo numa cópia manuscrita conhecida como Codex Urbinas. Após a morte de Leonardo, em 1519, Francesco voltou à Itália e se casou com Angiola di Landriani, e com ela teve oito filhos.

### Carreira e vida

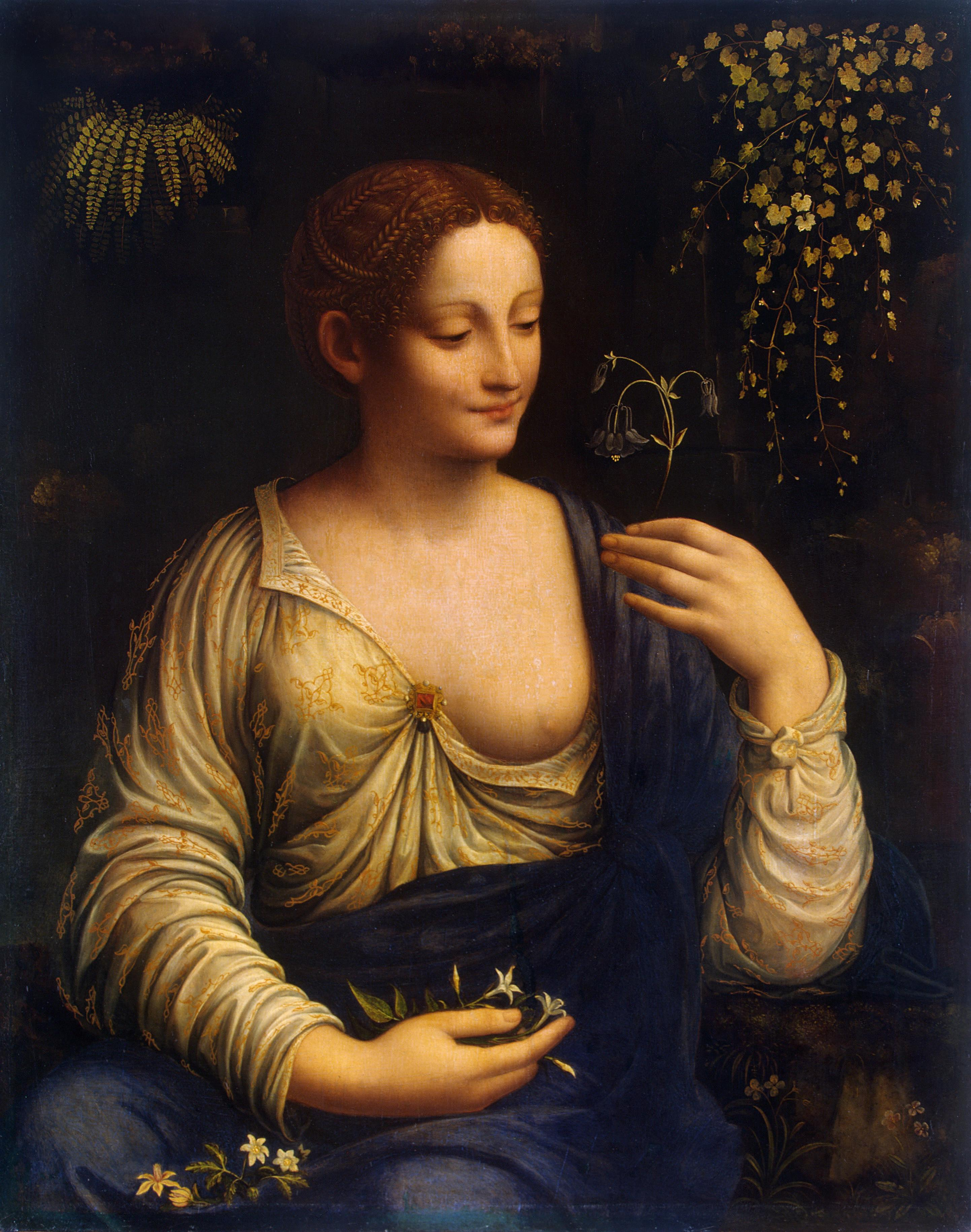
Columbina

A carreira de Francesco está inextricavelmente ligada a Leonardo, e isso pode ser uma razão pela qual não é bem conhecido, porque seu mestre o ofuscou. Sigmund Freud atribuiu a falta de sucesso dos alunos de Leonardo, incluindo o talentoso Francesco, à sua incapacidade de se distinguirem como separados de seu mestre, e assim suas carreiras foram incapazes de florescer após sua morte. Antes da morte de Leonardo em 1519, a carreira de Francesco consistia em grande parte em ser assistente e executor. Por causa de seu relacionamento íntimo, mais como pai-filho do que como mestre-aprendiz, se contentava em ajudar e cuidar de Leonardo, um companheiro/secretário. Uma de suas principais tarefas era escrever o Codex Trivulzianus de seu mestre, um manuscrito de palavras e ideias aprendidas, que se presume ter sido escrito inteiramente em Milão porque Francesco (ou Leonardo) escreveu "Milão" na última.
Francesco foi o único aluno de Leonardo que ficou com ele até sua morte, viajando e trabalhando consigo em Milão, Roma e França. Acompanhou o pintor mestre a Milão, onde o governador francês, Charles d'Amboise, foi patrono de Leonardo, e foi para Roma consigo em 1513. Em seu caderno Leonardo escreveu: "Eu deixei Milão para Roma no dia 24 de setembro de 1513, com Giovanni Boltraffio, Francesco de Melzi, Lorenzo di Credi e il Fanfoia." Depois de três anos em Roma, Francesco acompanhou Leonardo à França em 1516 onde permaneceram em Clos Lucé em Amboise. Durante esse período, Francisco I foi o patrono de Leonardo, e os livros de registros da corte francesa registram que o pagamento anual de Leonardo era de 1 000 coroas de ouro, enquanto Francesco recebeu 400.
Durante esse tempo na França, Andrea Salaí, outro aluno, deixou Leonardo e construiu uma casa em sua propriedade na Itália, e assim Francesco foi o último aluno que continuou a trabalhar para seu mestre até sua morte. Era o executor e herdeiro do testamento de Leonardo. Embora Francesco fosse o herdeiro oficial de Leonardo e fosse legado com os manuscritos, desenhos, materiais de oficina e maquinaria de seu mestre, Andrea Salaí recebeu as pinturas de Leonardo em 1524 na França e as levou para Milão. A responsabilidade de Francesco que vinculava-o a Leonardo era cuidar dos trabalhos de seu falecido mestre depois que morresse. Leonardo queria que suas obras fossem compartilhadas com o mundo e lidas por outros depois de sua morte, mas Francesco nunca realizou isso completamente. As obras acabariam sendo compiladas e publicadas como o Codex Urbinas. Além disso, executou e completou uma série de planos para pinturas, e pinturas propriamente, que foram deixadas inacabadas após o falecimento de Leonardo.

### Codex Urbinas

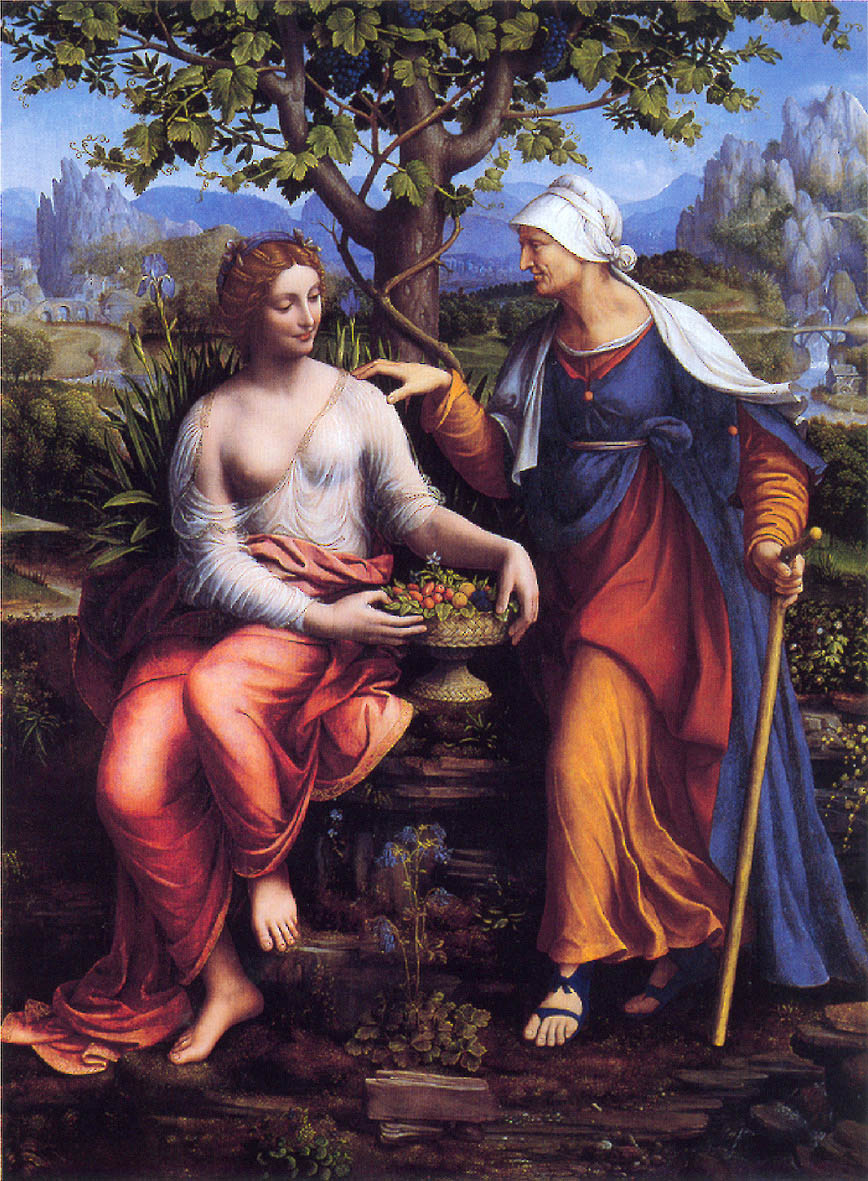
Vertumno e Pomona

Francesco é conhecido por criar o Codex Urbinas, que é uma seleção e cuidadosa compilação de milhares de páginas de anotações e esboços de Leonardo sob o título Sobre Pintura, e mais tarde ficou conhecido como o Tratatto della Pittura. Embora hoje não tivéssemos as muitas cópias manuscritas e versões das anotações e esboços de Leonardo, se não fosse pelos esforços iniciais de Francesco, também se pode atribuir a perda de grande parte do gênio de Leonardo a Francesco. Depois de herdar os manuscritos, os catalogou extensivamente e provavelmente teve a intenção de publicá-los. No entanto, a realidade é que as obras de Leonardo não foram vistas na maior parte do século XVI. Após a morte de Francesco em ca. 1570 os manuscritos não foram bem tratados. Seu filho Orazio Melzi, que era advogado, herdou os manuscritos. Sabia muito pouco sobre Leonardo e os manuscritos que seu pai guardava e, portanto, não entendia seu valor, então eles ficaram negligenciados em seu sótão durante anos. Quando Orazio morreu em sua propriedade em Vaprio d'Adda, seus herdeiros venderam a coleção de obras de Leonardo, e assim começaram sua dispersão.
Apesar de seu fracasso em publicá-las, Francesco garantiu, de fato, a preservação futura das obras de seu falecido mestre, que tanto valorizava. Reuniu 944 capítulos curtos de notas espalhadas, mas teve dificuldade em organizar o material e até deixou algumas páginas em branco. Sendo um nobre milanês, deve ter empregado ajudantes para classificar através das milhares de páginas de anotações, mas foi o único que conseguiu decifrar o estilo de escrita exclusivo de Leonardo, como se fosse um espelho, e abreviações e grafias enigmáticas. No entanto, este foi apenas o começo. Antes de o manuscrito ser publicado, pelo menos cinco exemplares foram escritos à mão pelos alunos, depois da cópia original de Francesco, alguns dos quais residem hoje na Biblioteca Elmer Belt de Vinciana, na Universidade da Califórnia, na Biblioteca de Los Angeles. Se pode ver cada um desses esforços, começando com Francesco, como etapas que levam à produção final e impressão do manuscrito. Além disso, tornou as obras de Leonardo acessíveis aos estudiosos da época, como Vasari, Lomazzo, Antonio Gaddiano, Cardano, entre outros, cujos nomes estão listados em várias cópias manuscritas.

### Legado
Além de preservar os manuscritos, também se diz que Francesco contribuiu muito para o legado de Leonardo nas gerações futuras. Como possuía os manuscritos, anotações e obras de seu mestre, após sua morte, pôde compartilhar com a próxima geração de artistas o gênio, as técnicas e a obra de Leonardo. Este Leonardismo, a contínua influência que o legado de Leonardo teve no futuro estilo e pensamento dos pintores, continuou por todo o século XVI. Por exemplo, o aluno de Francesco, Girolamo Figino, foi descrito pelo estudioso italiano Francesco Albuzio em seu Memorando para o Serviço de Arquitetura, Escultor e Arquiteto Milanês (1776) como o "iluminador e discípulo de Francesco Melzi". Girolamo criou duas pinturas que são referências aos seus predecessores; acredita-se que sua Madona e seus Santos sejam inspirados por Vertumno e Pomona, de Melzi, e seu retrato de Margherita Colleoni faz referência à Mona Lisa de Leonardo, que é um testemunho da continuação dos ensinamentos de Leonardo após sua morte.